# Джеррі Льюїс (актор)
Джеррі Льюїс  (англ. Jerry Lewis, ім'я при народженні Джером або Джозеф Левіч (Jerome Levitch); 16 березня 1926, Ньюарк, штат Нью-Джерсі, США — 20 серпня 2017) — американський комік, кіноактор, співак, сценарист, режисер та продюсер.

## Біографія
Родився у сім'ї Даніеля Левіча та Рахелі Левіч (уроджена Бродська), які були нащадками єврейських емігрантів з Росії та Польщі. У 1940 році в 14-річному віці вже грав в театральних постановках. З 1946 року на естраді: співає у нічних клубах і виступає на радіо в дуеті з актором і співаком Діном Мартіном. У 1950 році Джері Льюїса проголошують «найбільш перспективною зіркою телебачення». Льюїс з Мартіном виступають в ревю, комічних оглядах, музичних програмах, пародійних концертах. У кіно дебютував разом зі своїм партнером Д. Мартіном і з М. Вілсон в 1949 році фільмом «Моя подруга Ірма». Продовжував працювати з Д. Мартіном на телебаченні і в ряді сатиричних і комедійних фільмів першої половини 50-х років.
У 1960 році став по інший бік кінокамери, принісши в режисуру свій смак, майстерність і світосприйняття. Актор засновує свою кінофірму, сам пише сценарії і грає в цих фільмах: «Посильний/Коридорний» (1960), «Залицяльник/Дамський угодник» (1961), «Козел відпущення/Хлопчик на побігеньках» (1964), «Фамільні коштовності/Скарби сім'ї» (1965). Комедії Д. Льюіс продовжують традиції «німого» комічного фільму, насичені сатирою і часткою сентиментальності. Найзначнішою роботою актора і режисера стала кінострічка «Божевільний професор/Божевільний професор» (1963) — комічний варіант роману Р. Стівенсона про Доктора Джекілла і містера Хайда. В результаті падіння популярності Джері Льюїс в 70-ті роки зникає з кіноекранів. Лише в 1980 році у власному фільмі «Важко працюючи» знову зустрівся з кіноглядачем. Потім знявся у фільмі «Король комедії» (1982) і «Стіл з закусками» (1983, реж. Джеррі Льюїс).
У 90-ті роки в основному працював у театрі, займався озвученням мультфільмів («Сімпсони» та інші) Грав в телесеріалах «Без розуму від тебе» і «Закон і порядок». У 1995 році виконав роль в кінокомедії «Жарти в сторону».

## Фільмографія
Знімався у кіно протягом 1949—2016 років, і на телебаченні у 1950—2018 рр.
- Попелюшка (ориг. Cinderfella, 1960)